# Coloplast
Die Coloplast A/S ist ein international tätiges dänisches Unternehmen der Medizinprodukte-Branche. Coloplast bietet Produkte und Serviceleistungen an und entwickelt in Zusammenarbeit mit den Anwendern neue Produkte.

## Eigentümer
Im Besitz von Niels Peter Louis-Hansen befinden sich (direkt und indirekt gehalten) 44 Prozent der Aktien des Unternehmens. Er kann hierdurch über 68 Prozent der Stimmrechte verfügen.  

## Produktbereiche
Seit der Gründung 1957 wurde durch eigene Forschung und Entwicklung sowie durch Akquisitionen anderer Firmen ein umfangreiches Produktportfolio aufgebaut.
Produktbereiche des Unternehmens sind:
- Stomaversorgung
- Produkte für Stuhl- und Harninkontinenz
- Wundversorgung und Hautpflegeprodukte
- Urologie
- Darüber hinaus bietet Coloplast mit dem Geschäftsbereich Coloplast Homecare in Deutschland häusliche Pflegedienstleistungen an.

Bis 2019 war der Bereich Coloplast Homecare unter dem Namen SIEWA (Initialwort aus „Stomaversorgung“, „Inkontinenzversorgung“, „Ernährungstherapien“, „Wundversorgung“ und „Anspruchsvolle Versorgungen und individueller Service“) bekannt. 
Coloplast Homecare berät und beliefert Kunden mit Produkten in den Bereichen Stoma- und Inkontinenzversorgung, Ernährungstherapien, Wundversorgung und anderen Versorgungsbereichen und bietet bundesweit eine Versorgung mit Produkten aller marktüblichen Hersteller an.
Zu den Kunden von Coloplast zählen Kliniken, medizinische Groß- und Fachhändler, Apotheken und Ärzte. In seinen Marktsegmenten rangiert Coloplast unter den weltweit jeweils führenden Anbietern.
Das Unternehmen legt bei der Entwicklung neuer Produkte einen Schwerpunkt auf die Zusammenarbeit mit behandelnden Krankenpflegern und Ärzten.

## Geschichte
1954 entwickelte die Krankenschwester Elise Sörensen für ihre Schwester Thora den ersten Stomabeutel aus Plastik mit selbstklebenden Zinkoxidflächen. Er bestand aus einem auch heute noch genutzten zweiteiligen Systemprinzip, aus einem Beutel für die Ausscheidungen und einem an die Haut anpassbaren Ring.
In Zusammenarbeit mit dem Kunststofffabrikanten Louis-Hansen wurde 1957 die Coloplast A/S in Dänemark gegründet.
1983 wurde parallel zum Börsengang die Verkaufsniederlassung in Deutschland (Hamburg) mit anfangs 11 Mitarbeitern gegründet. Im Laufe der Zeit stieg die Zahl der Mitarbeiter in der deutschen Tochtergesellschaft auf ca. 550 (Stand: 30. Sep. 2023).
Etwa 90 Prozent aller Produktentwicklungen gehen auf Anregungen von Kunden zurück.

## Entwicklungshilfeprojekte
Seit 2007 unterstützt Coloplast den Aufbau von Versorgungsstrukturen im Gesundheitsbereich in Entwicklungs- und Schwellenstaaten.
In unterschiedlichen Projekten werden Ärzte und Krankenpfleger in der Behandlung von persönlichen medizinischen Bedürfnissen geschult. Durch Aufklärungsprogramme werden Patienten über ihre Gesundheit und Behandlungsmöglichkeiten informiert. Coloplast versucht den Standard der Krankenpflege und Hygiene in den Projektgebieten zu sichern.
Zurzeit unterstützt Coloplast Projekte in Indien, Mexiko, der Republik Südafrika und der Volksrepublik China.
Präsident der Coloplast-Stiftung war für neun Jahre der Chirurg Arnulf Thiede.